# Bertsolari Txapelketa Nagusia
 (janvier 2018).
Si vous disposez d'ouvrages ou d'articles de référence ou si vous connaissez des sites web de qualité traitant du thème abordé ici, merci de compléter l'article en donnant les références utiles à sa vérifiabilité et en les liant à la section « Notes et références ».

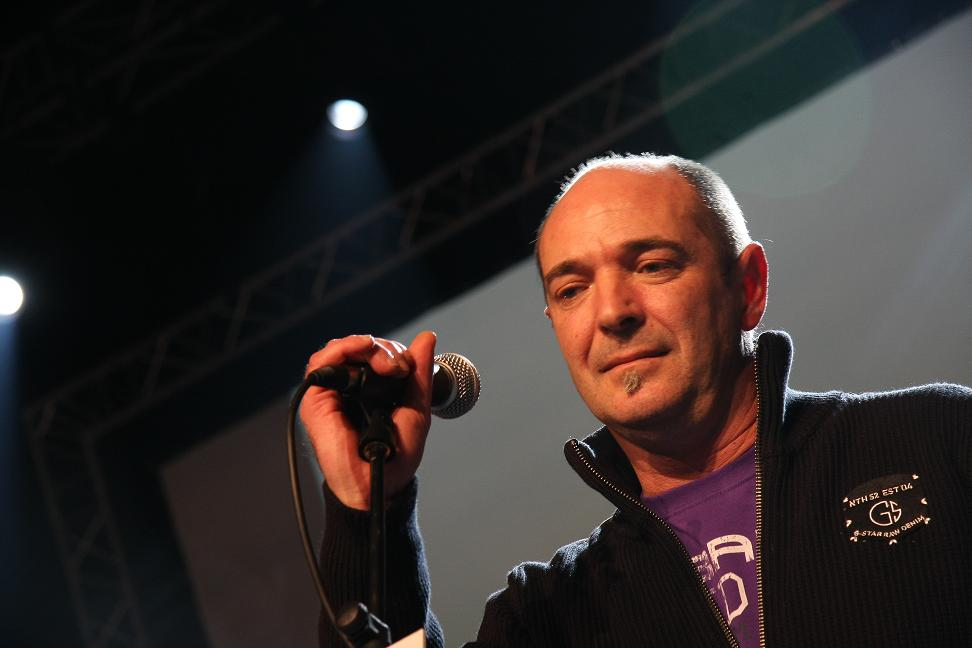
Andoni Egaña a remporté quatre championnats d'affilée.

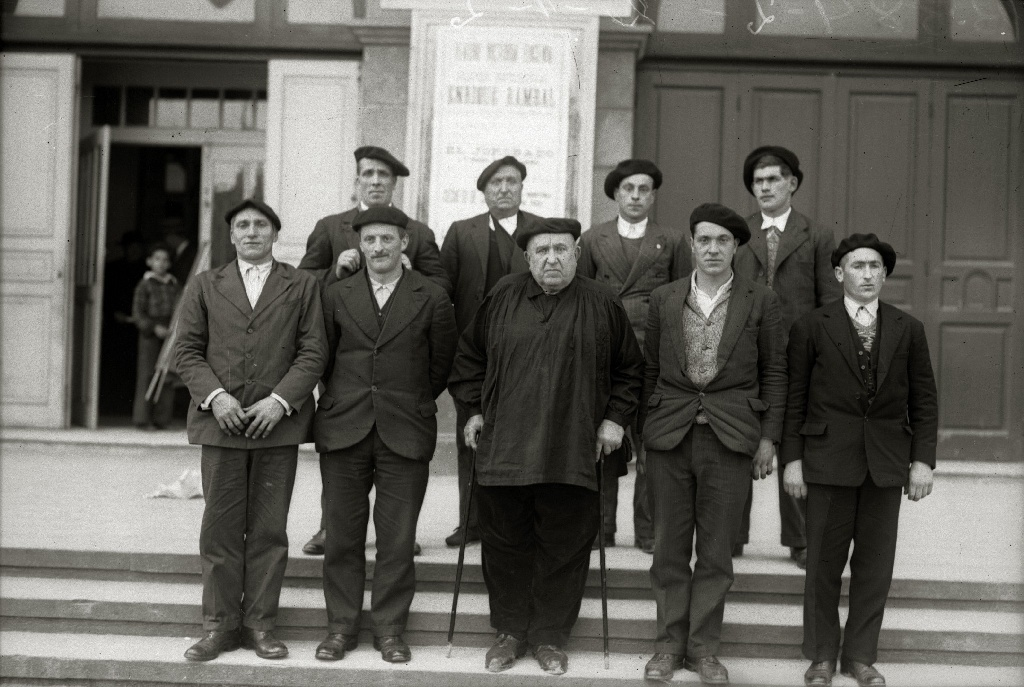
Participants du championnat de 1936. Au centre, Txirrita vainqueur.

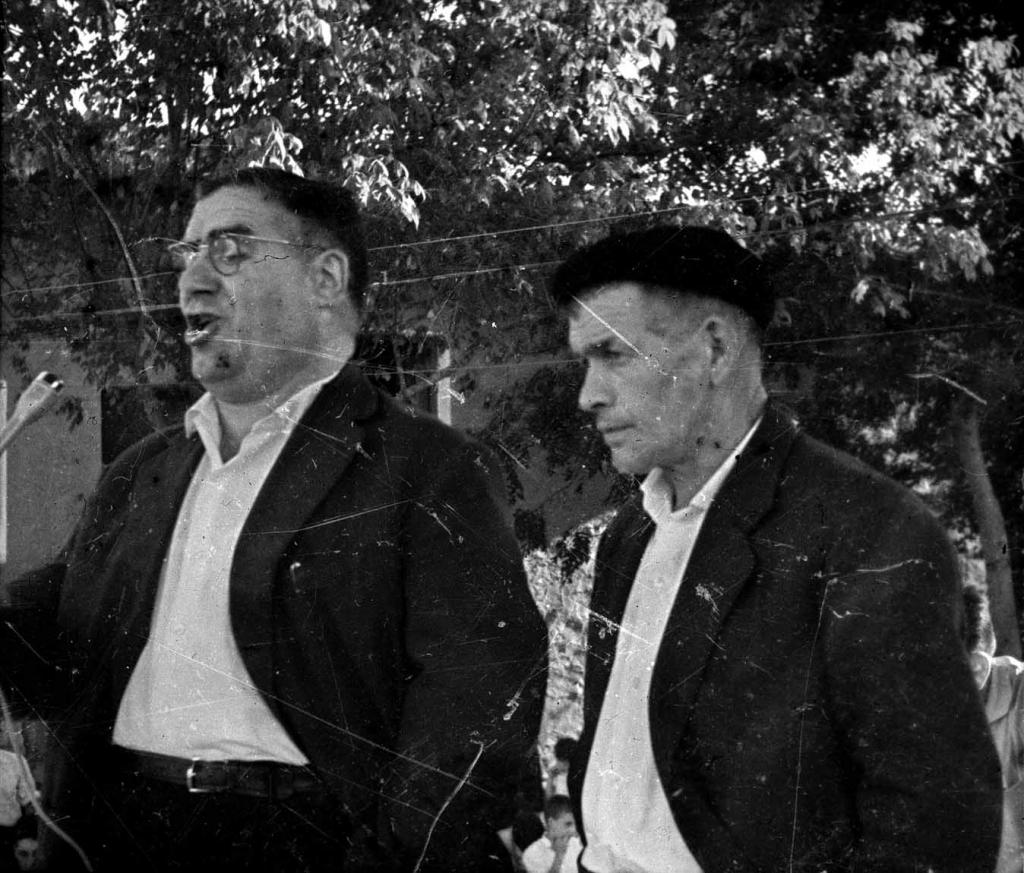
Basarri et Uztapide.

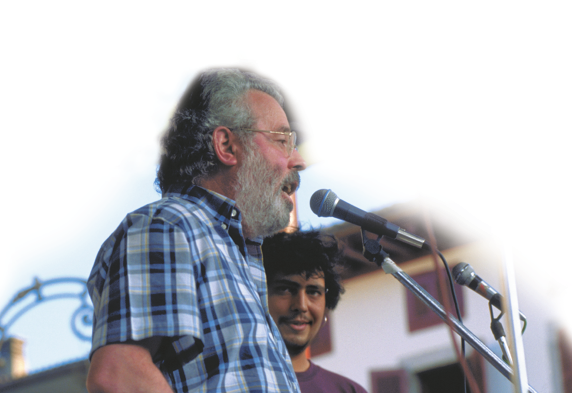
Xabier Amuriza, champion des années 1980 et 1982.

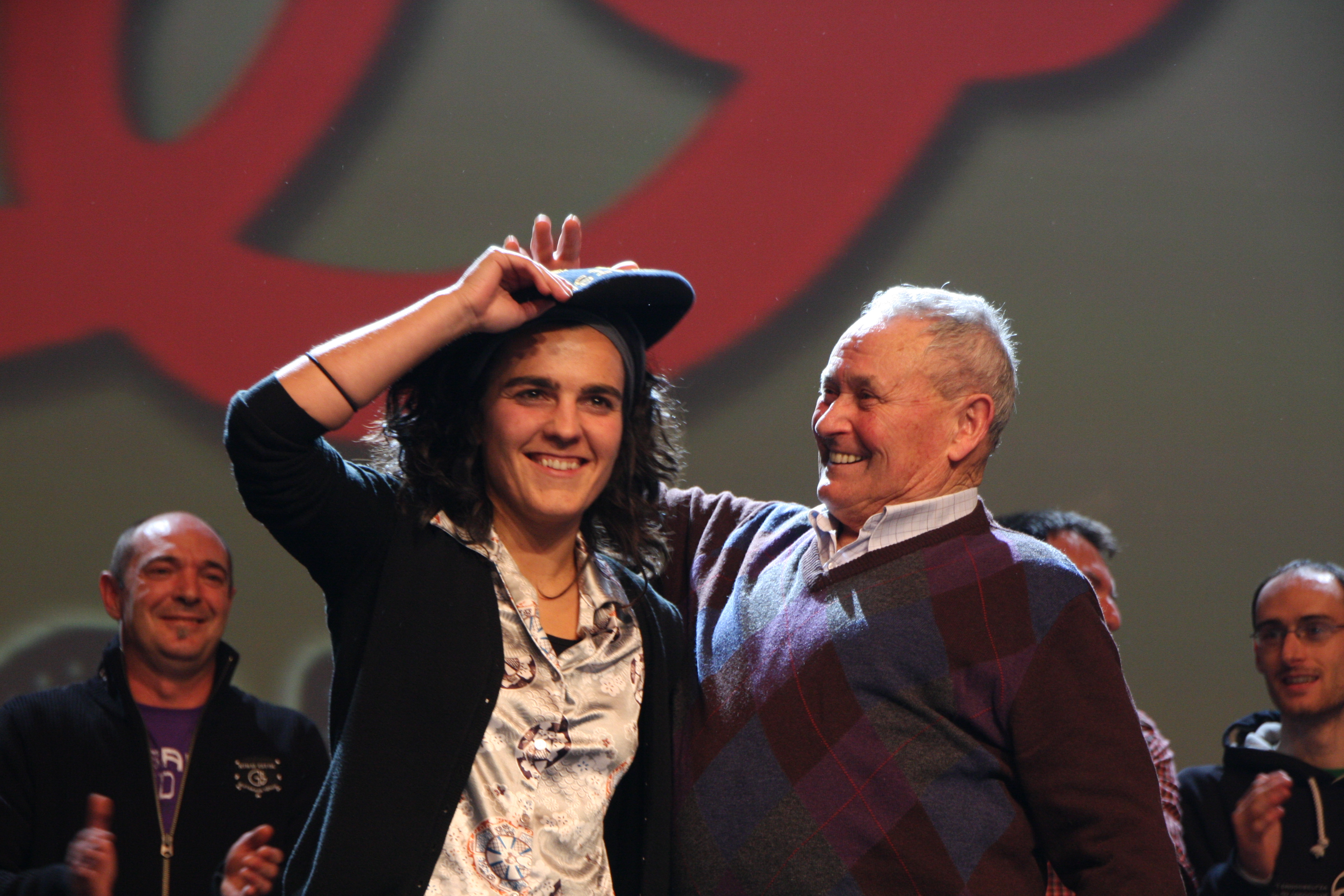
Maialen Lujanbio, championne en 2009 et 2017.

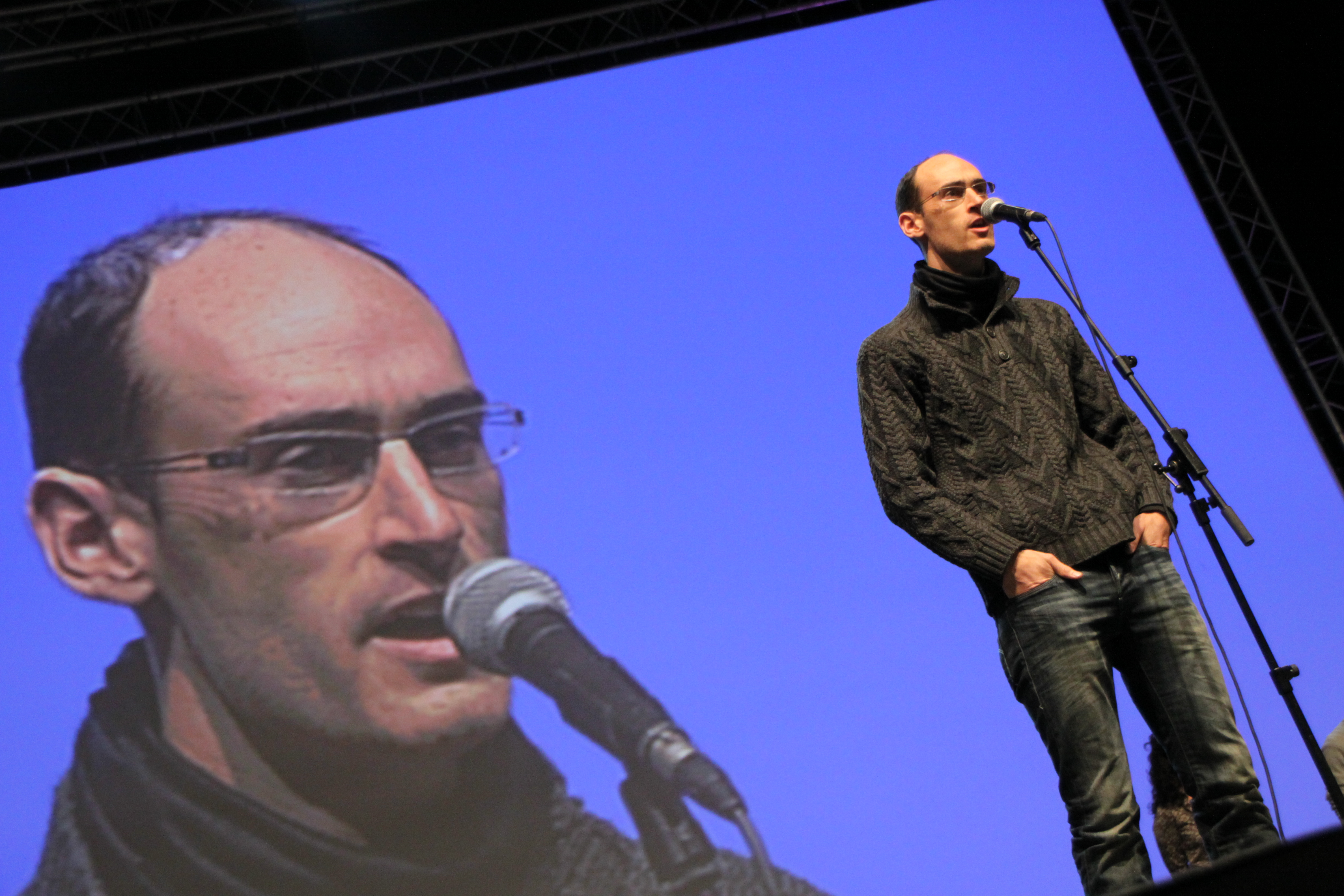
Amets Arzallus, champion en 2013.

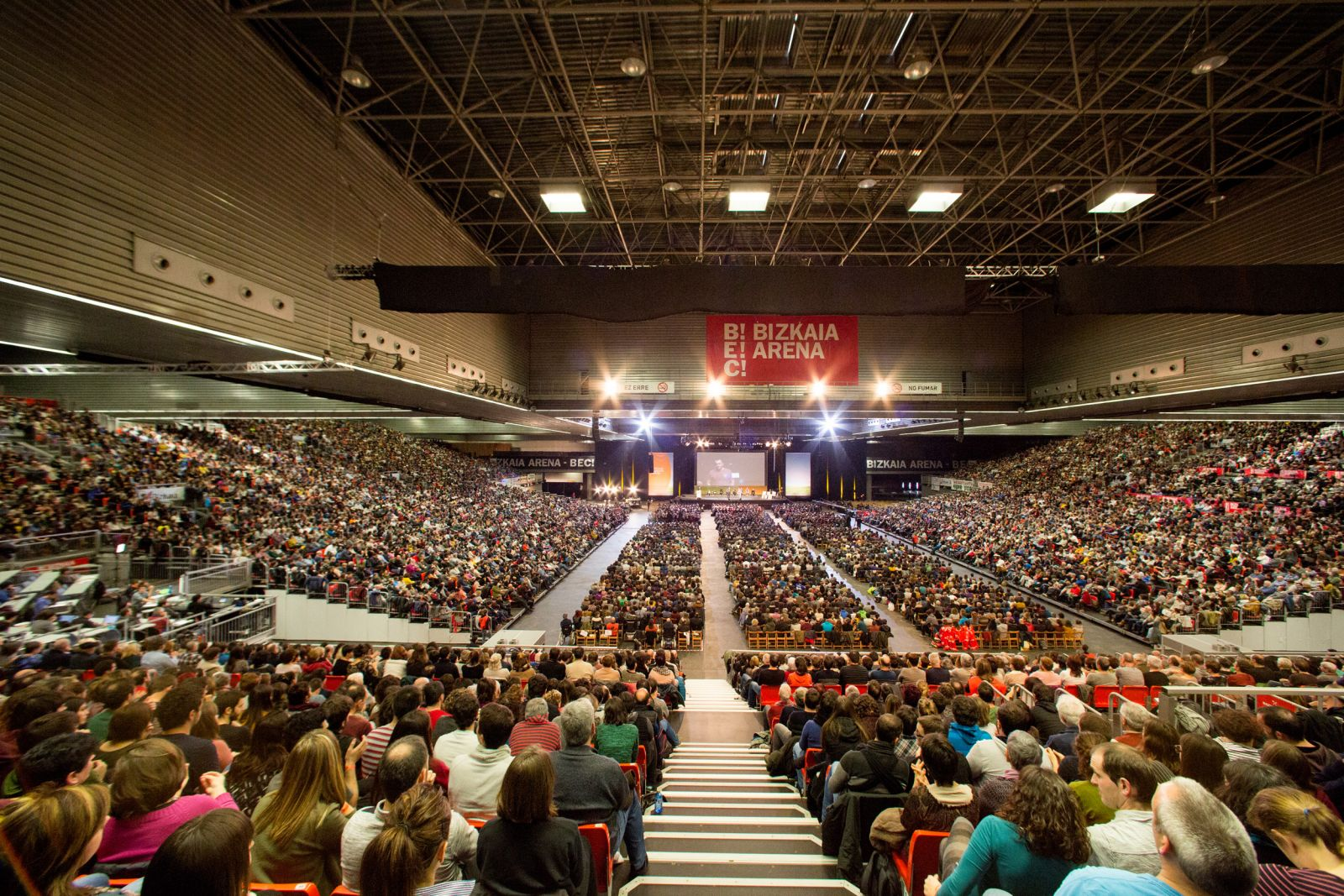
Finale de 2005, Bilbao Exhibition Centre.

Bertsolari Txapelketa Nagusia, est le principal championnat du Pays basque de bertsolaris.
Il se déroule tous les 4 ans et depuis 2017, Maialen Lujanbio en est la championne en titre.

## Organisation
Les deux premiers championnats ont été organisés par Euzko Gaztedi en 1935 et 1936. Euskaltzaindia prend la suite en 1960, 1962, 1965 et 1967. Après une interruption de 13 ans il y a eu deux championnats en 1980 et 1982, remportés par Xabier Amuriza.
Depuis 1986, Euskal Herriko Bertsozale Elkarteak organise le championnat, tous les quatre ans.

## Vainqueurs
| Année | Champion                                      |
| ----- | --------------------------------------------- |
| 1935  | Inazio Eizmendi Manterola "Basarri"           |
| 1936  | Jose Manuel Lujanbio Retegi "Txirrita"        |
| 1960  | Inazio Eizmendi Manterola Plus Tard "Basarri" |
| 1962  | Manuel Olaizola Urbieta "Uztapide"            |
| 1965  | Manuel Olaizola Urbieta "Uztapide"            |
| 1967  | Manuel Olaizola Urbieta "Uztapide"            |
| 1980  | Xabier Amuriza Sarrionandia                   |
| 1982  | Xabier Amuriza Sarrionandia                   |
| 1986  | Sebastian Lizaso Iraola                       |
| 1989  | Jon Lauzirika Lopategi                        |
| 1993  | Andoni Egaña Makazaga                         |
| 1997  | Andoni Egaña Makazaga                         |
| 2001  | Andoni Egaña Makazaga                         |
| 2005  | Andoni Egaña Makazaga                         |
| 2009  | Maialen Lujanbio Zugasti                      |
| 2013  | Amets Arzallus Antia                          |
| 2017  | Maialen Lujanbio Zugasti                      |

## Données

### Champions
| Fighter versets                 | Nombre de titres | Années                 |
| ------------------------------- | ---------------- | ---------------------- |
| Andoni Egaña                    | 4                | 1993, 1997, 2001, 2005 |
| Manuel Olaizola "Uztapide"      | 3                | 1962, 1965, 1967       |
| Inazio Eizmendi "Basarri"       | 2                | 1935, 1960             |
| Maialen Lujanbio                | 2                | En 2009, en 2017       |
| Xabier Amuriza                  | 2                | 1980, 1982             |
| Jose Manuel Lujanbio "Txirrita" | 1                | 1936                   |
| Sebastian Lizaso                | 1                | 1986                   |
| Jon Lopategi                    | 1                | 1989                   |
| Amets Arzallus                  | 1                | 2013                   |